# Marais des Cygnes
Le Marais des Cygnes (Marais des Cygnes River) est une rivière qui coule dans l'État du Kansas puis dans l'État du Missouri aux États-Unis. 
La rivière Marais des Cygnes, dont le cours mesure 225 km de long, est un affluent de la rivière Osage, elle-même affluent de la rivière Missouri. Elle contribue au bassin hydrographique du fleuve Mississippi.

## Toponymie
Le nom "Marais des Cygnes" fut donné à cette rivière par les trappeurs et coureurs des bois français et Canadiens français qui parcouraient la Nouvelle-France et la Louisiane française.
Cette région de lacs et marais est un havre pour les cygnes trompettes, une variété de cygnes d'Amérique du Nord notamment du Midwest.

## Son cours
La rivière Marais des Cygnes mesure 225 km de long. Elle est connue pour être une rivière aux crues importantes.

### État du Kansas
Elle est issue de la confluence de deux ruisseaux (le "Elm Creek" et le "One Hundred Forty Two Mile Creek") dans le Comté de Lyon (Kansas). La rivière s'écoule d'Ouest en Est et traverse successivement le Comté d'Osage (Kansas), le Comté de Franklin (Kansas), le Comté de Miami (Kansas) et termine son parcours dans l'État du Kansas par le Comté de Linn (Kansas) en passant par la ville de La Cygne (Kansas).

### État du Missouri
La rivière Marais des Cygnes entre ensuite dans l'État voisin du Missouri, en traversant le Comté de Bates puis le Comté de Vernon (Missouri). C'est dans ce dernier comté que la rivière rejoint la rivière Little Osage pour former la rivière Osage.

## Crues et inondations
La rivière Marais des Cygnes est un cours d'eau qui déborde largement de son lit régulièrement. De graves inondations marquèrent les esprits dès le début du XIXe siècle et au cours du XXe siècle. Le Corps du génie de l'armée des États-Unis construisit des barrages et des levées pour canaliser les flots tumultueux de la rivière et de celles de la rivière Kansas dans les années soixante.